# Въведение Богородично (Чаталджа)
Вижте пояснителната страница за други значения на Въведение Богородично.
„Въведение Богородично“ (на гръцки: Εισόδια της Θεοτόκου) е православна църква в драмската паланка Чаталджа (Хористи), Егейска Македония, Гърция. Църквата е подчинена на Драмската митрополия.
Църквата е построена в 1906 година при управлението на митрополит Хрисостом Драмски, за което свидетелства надпис над вратата на сградата.
| „ | ΔΑΠΑΝΑΙΣ ΤΩΝ ΕΥΣΕΒΩΝ ΚΑΤΟΙΚΩΝ ΤΣΙΑΤΑΛΤΖΗΣ ΩΚΟΔΟΜΗΘΕΙ Ο ΠΕΡΙΚΑΛΛΗΣ ΟΥΤΟΣ ΝΑΟΣ ΕΙΣΟΔΙΩΝ ΤΗΣ ΘΕΟΤΟΚΟΥ ΕΠΙ ΑΡΧΙΕΡΕΩΣ ΧΡΥΣΟΣΤΟΜΟΥ ΕΝ ΕΤΗ ΣΩΤΗΡΙΩ 1906 | “ |

Осветена е на 27 април 1907 година. Църквата е от базиликален тип и е дело на австрийския архитект Конрад фон Вилас, като е построена по образец на „Света Фотина“ в Смирна. Над главния вход има висока камбанария с камбани от Санкт Петербург.
В интериора корабите са разделени от седем чифта колони. Таваните са боядисани в синьо с флорални мотиви, звезди, розетки и кръстове. Притежава прекрасен, резбован дървен иконостас, дело на майстори от Мецово, датиращ от 1820 година. Според кондиката на църквата обаче, иконостасът е изработен в 1842 - 1844 от майстор Веленис (Βελένης), може би Велян Огненов. Балдахините също са резбовани с библейски сцени.
Църквата е украсена и с красиви икони от същата епоха. Две от икостасните икони на Христос Вседържител и Богородица с Младенеца са от анонимен автор от втората половина на XVIII век. Пет икони, четири от които иконостасни – Архангели, Свети Харалампи със сцени от житието му, Св. св. Константин и Елена и Възнесение на Свети Илия, са дело на Кирязис Еноски от 1822 година. Една икона - Богородица на трон с Дванадесетте апостоли (1850-1870), е дело на зограф Димитриос Еноски. 27 икони са дело на Стерьо Георгиев от Неврокоп. Шест икони - Христос Пантократор, Богородица, Йоан Предтеча, Въведение Богородично, Свети Апостоли Павел и Сила и Свети Илия са дело на видния зограф Константинос Партенис. Иконите на Свети Симеон Стълпник и Свети Стилиан от 1906 година са дело на Павлос Зографопулос от Солун. Иконите на Свети Четиридесет мъченици и Свети Николай са дело на Яков Мелникли и са датирани в 1855 година. Първата е надписана „χεὶρ Ἰακώβου Ν. Μελενικίου“, а втората - „χεὶρ Ἰακώβου Γιακουμὴ Ν. Μελενικλῆ“.